# Куркакский сельсовет
Куркакский сельсовет — административно-территориальная единица и муниципальное образование со статусом сельского поселения в Табасаранском районе Дагестана Российской Федерации.
Административный центр — село Куркак.

## Население
| 2002  | 2010  | 2012  | 2013  | 2014  | 2015  | 2016  |
| ----- | ----- | ----- | ----- | ----- | ----- | ----- |
| 1712  | ↘1589 | ↘1569 | ↗1577 | ↘1560 | ↘1557 | ↘1543 |
| 2017  | 2018  | 2019  | 2020  | 2021  | 2023  | 2024  |
| ↗1547 | ↗1600 | ↘1597 | ↗1601 | ↘1574 | ↗1581 | ↗1593 |
| 2025  |       |       |       |       |       |       |
| ↗1603 |       |       |       |       |       |       |

## Состав
| № | Населённый пункт | Тип населённого пункта       | Население |
| - | ---------------- | ---------------------------- | --------- |
| 1 | Вечрик           | село                         | ↗374      |
| 2 | Джугдиль         | село                         | ↗954      |
| 3 | Куркак           | село, административный центр | ↘142      |
| 4 | Сика             | село                         | ↘104      |

### Упразднённые населённые пункты
Вартатиль — село, разрушено оползнем летом 1963 года, официально исключено из учётных данных в 1970-е годы.